# 阿爾泰米夫卡 (丘胡伊夫區)
阿爾泰米夫卡是位於烏克蘭東部的村莊，由哈爾科夫州丘胡伊夫区的佩切尼希市鎮負責管轄。該村處於赫尼利察河畔，始建於1702年，面積3.5平方公里，海拔高度114米，2001年人口1,304。